# A* 알고리즘
A* 알고리즘(A* algorithm 에이 스타 알고리즘[*])은 주어진 출발 꼭짓점에서부터 목표 꼭짓점까지 가는 최단 경로를 찾아내는(다시 말해 주어진 목표 꼭짓점까지 가는 최단 경로임을 판단할 수 있는 테스트를 통과하는) 그래프 탐색 알고리즘 중 하나이다. 이 알고리즘은 다익스트라 알고리즘과 유사하나 차이점은 각 꼭짓점 {\displaystyle x}에 대해 그 꼭짓점을 통과하는 최상의 경로를 추정하는 순위값인 휴리스틱 추정값 {\displaystyle h(x)} 을 매기는 방법을 이용한다는 것이다. 이 알고리즘은 이 휴리스틱 추정값의 순서로 꼭짓점을 방문한다. 그러므로 A* 알고리즘을 너비 우선 탐색의 한 예로 분류할 수 있다.
이 알고리즘은 1968년 피터 하트, 닐스 닐슨, 버트램 라팰이 처음 기술하였다. 그 3명의 논문에서, 이 알고리즘은 A 알고리즘(algorithm A)이라고 불렸다. 적절한 휴리스틱을 가지고 이 알고리즘을 사용하면 최적(optimal)이 된다. 그러므로 A* 알고리즘이라고 불린다.
A* 알고리즘은 출발 꼭짓점으로부터 목표 꼭짓점까지의 최적 경로를 탐색하기 위한 것이다. 이를 위해서는 각각의 꼭짓점에 대한 평가 함수를 정의해야 한다. 이를 위한 평가 함수 {\displaystyle f(n)}은 다음과 같다.
{\displaystyle f(n)=g(n)+h(n)}
- {\displaystyle g(n)} : 출발 꼭짓점으로부터 꼭짓점 {\displaystyle n}까지의 경로 가중치
- {\displaystyle h(n)} : 꼭짓점 {\displaystyle n}으로부터 목표 꼭짓점까지의 추정 경로 가중치

## 예제: 8-퍼즐 문제
3 x 3의 숫자판에 1~8까지의 숫자와 빈칸이 주어져 있다고 하자. 숫자를 인접한 빈칸으로 옮기는 작업을 반복함으로써 주어진 숫자 배열로부터 목표가 되는 숫자 배열로 바꾸되, 숫자의 총 이동 횟수를 최소로 하고자 한다. 이 문제를 A* 알고리즘으로 푸는 과정은 다음과 같다.

## 구현

### 의사코드
```
pq.enqueue(start_node, g(start_node) + h(start_node))       // 우선순위 큐에 시작 노드를 삽입한다.

while pq is not empty       // 우선순위 큐가 비어있지 않은 동안
    node = pq.dequeue       // 우선순위 큐에서 pop한다.

    if node == goal_node    // 만약 해당 노드가 목표 노드이면 반복문을 빠져나온다.
        break

    for next_node in (next_node_begin...next_node_end)       // 해당 노드에서 이동할 수 있는 다음 노드들을 보는 동안
        pq.enqueue(next_node, g(node) + cost + h(next_node)) // 우선순위 큐에 다음 노드를 삽입한다.

return goal_node_dist       // 시작 노드에서 목표 노드까지의 거리를 출력한다.
```

### C++
```
// 이 소스 코드의 그래프는 인접 리스트 방식으로 그래프를 표현하였다.

using
 
ii
 
=
 
pair
<
int
,
 
int
>
;

priority_queue
<
ii
,
 
vector
<
ii
>
,
 
greater
<
ii
>
 
>
 
pq
;

/// N_VER은 그래프의 정점의 개수를 의미한다.

int
 
dist
[
N_VER
],
 
cost
[
N_VER
][
N_VER
];
 
/// dist[i]는 i번째 정점까지 가는 최단 거리를 의미한다.

vector
<
ii
>
 
edges
[
N_VER
];
 
/// edges[i]는 i와 연결된 정점과 가중치를 묶어 저장하는 벡터이다.

int
 
minDist
(
int
 
src
,
 
int
 
dst
)
 
{

    
pq
.
emplace
(
0
,
 
src
);

    
bool
 
success
 
=
 
false
;

    
while
 
(
!
pq
.
empty
())
 
{

        
int
 
v
 
=
 
pq
.
top
();
 
pq
.
pop
();

        
if
 
(
v
 
==
 
dst
)
 
{

            
success
 
=
 
true
;

            
break
;

        
}

        
for
 
(
ii
&
 
adj
 
:
 
edges
[
v
])
 
{

            
if
 
(
dist
[
adj
.
first
]
 
<
 
g
(
v
)
 
+
 
adj
.
second
 
+
 
h
(
adj
.
first
))
 
{

                
dist
[
adj
.
first
]
 
=
 
g
(
v
)
 
+
 
adj
.
second
 
+
 
h
(
adj
.
first
);
 
// 이완 (relaxation)

                
pq
.
emplace
(
dist
[
adj
],
 
adj
);
 
// 다음 정점 후보에 탐색하고 있는 정점을 넣는다.

            
}

        
}

    
}

    
if
 
(
!
success
)
 
return
 
-1
;

    
else
 
return
 
dist
[
dst
];

}

```

## 같이 보기
- 너비 우선 탐색
- 깊이 우선 탐색